# 안티오코스 9세 퀴지케노스
안티오코스 9세 에우세베스 퀴지케노스(Ἀντίοχος Εὐσεβής Κυζικηνός, ~ 기원전 96년)는 그리스 셀레우코스 제국의 지배자로 안티오코스 7세 시데테스와 클레오파트라 테아의 왕자였다. 파르티아에서 그의 부왕의 전사한 후 숙부 데메트리오스 2세 니카토르의 복귀(기원전 129년)시에 그의 태후는 그를 보스포루스의 키지쿠스로 보냈다. 그리하여 키지케누스라는 별칭을 얻었다.
그는 기원전 116년 시리아로 돌아와서 동복 형제 안티오코스 8세 그리푸스에게서 셀레우코스 왕좌를 청구하였는데 결국 시리아를 두개로 나누었다. 그는 기원전 96년 전장에서 그리푸스의 왕자 셀레우코스 6세 에피파네스에게 살해당한다.
| 전임 안티오코스 8세 | 제21대 셀레우코스 왕 기원전 114년 - 기원전 96년 | 후임 셀레우코스 6세 |